# در حضور باد
در حضورِ باد مضحکه‌ای تک‌پرده‌ای از بهرام بیضایی است که سالِ ۱۳۴۷ نوشته و بسیار ستوده شده است.

## متن
. . . سرانجام لج کردم و یک بار اثر احمقانه‌ای مثل در حضور باد را نوشتم فقط برای این که گفته باشم نوشتن این جور معادله‌های سهل‌الهضم کار نیم‌ساعت است و بود و حتماً می‌دانید که بیشترین اجرای نوشته‌های صحنه‌ای مرا دارد . . .

بیضایی، دههٔ ۱۳۶۰
این نمایشنامه سالِ ۱۳۴۷ نوشته و نخستین بار در شمارهٔ دوّمِ دفترهای روزن برای بهار و تابستانِ ۱۳۴۷ چاپ شد. سپس شکلِ بازنگری‌شده‌ای از آن در دیوان نمایش (۱۳۸۲) به چاپ رسید. نسخه‌ای از این نمایشنامه در کتابِ گروه هنر ملی از آغاز تا پایان (۱۳۹۵) نیز آمده است.

## داستان
مردِ چاق و مردِ دراز و میانجی از درِ آشتی برمی‌آیند و در کارِ کشفِ آن ماجرا و عاملش می‌شوند که از پسَش همهٔ اهلِ دنیا مرده‌اند. خلاصه، اسلحه محکوم می‌شود. تفنگ‌ها را که از جیبِ مردِ چاق و مردِ دراز بیرون زده در چاه می‌اندازند و گم و گور می‌کنند و برای کشتگانِ فجایعِ اندوه‌بارِ گذشته سوگواری می‌کنند و آشتی را سرلوحهٔ زندگانیِ بشر قرار می‌دهند و در انسان‌دوستی و شرافت بر هم پیشی می‌جویند . . . تا آنجا که سبقت‌جویی سبب می‌شود که نزاع دربگیرد و مردِ چاق و مردِ دراز میانجی را با تفنگ‌هایی بزرگ‌تر از آن تفنگ‌های پیشین می‌کُشند. سپس همدیگر را می‌کُشند.

## بازی
این نمایشنامه بارها در جاهای گوناگون دنیا به نمایش درآمده است. امّا نه به وسیلهٔ نویسنده. سالِ ۱۳۵۱ به کارگردانیِ محمّدی در تلویزیون ملّی ایران پخش شد.